# Olavarría (Buenos Aires)
Olavarría is een plaats in het Argentijnse bestuurlijke gebied Olavarría in de provincie Buenos Aires. De plaats telt 83.738 inwoners.

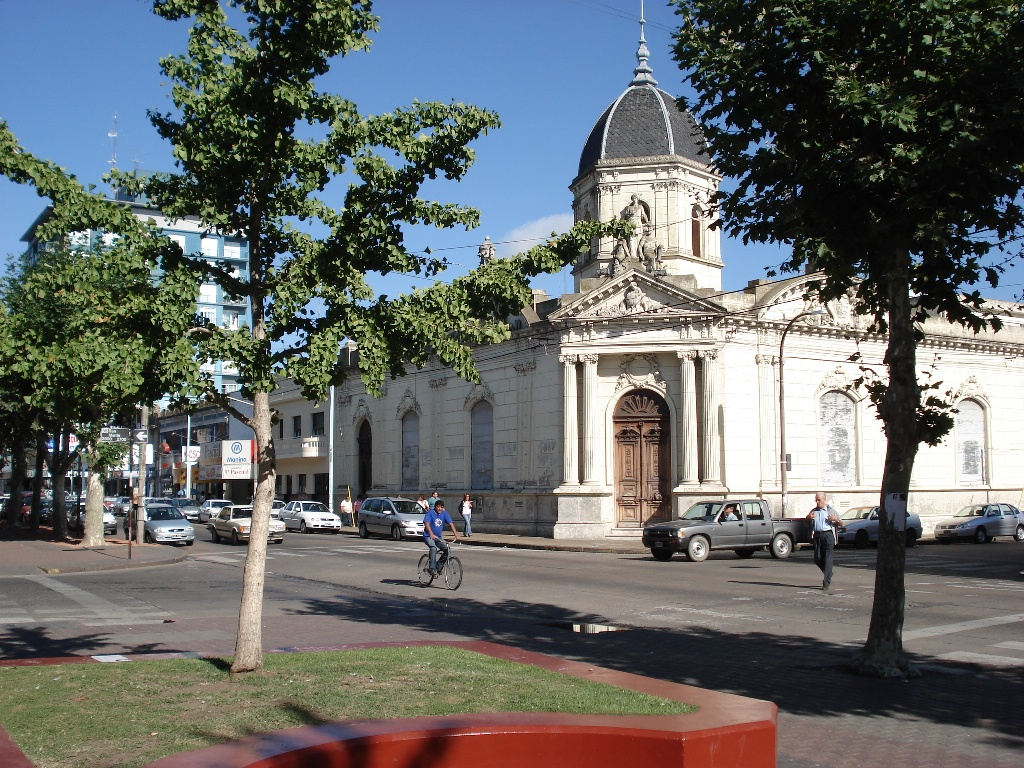
Olavarría